# Коронавак
Коронавак (енг. SARS-CoV-2 Vaccine (Vero Cell) или CoronaVac) је инактивна вакцина која стимулише тело да активира имунитет против вируса САРС-КоВ-2 како би се спријечила болест позната као ковид 19.
Коронавак се користи у кампањама вакцинације у разним земљама у Азији, Јужној Америци, Централној Америци, и Источној Европи.
До априла 2021. Синовак је имао производни капацитет од 2 милијарде доза годишње. Тренутно се производи у неколико објеката у Кини, са планираном производњом у иностранству у Бразилу од септембра 2021. године и на крају у Египту и Мађарској.
Светска здравствена организација (СЗО) је 1. јуна 2021. потврдила вакцину за хитну употребу. Синовак је потписао купопродајне уговоре за количину од 380 милиона доза за потребе КОВАКС-а. Од јула 2021. године, Коронавак је била најшире коришћена вакцина против ковида 19 на свету, са 943 милиона испоручених доза.
Од 14. октобра 2021. Коронавак је вакцина против ковида 19 са већином доза које се примењују широм света.
Недавна студија коју су заједнички спровели Медицински факултет ЛКС, Универзитет у Хонг Конгу и Медицински факултет Кинеског универзитета у Хонг Конгу показала је да је трећа доза  Comirnaty вакцине дата онима који су примили две дозе  Comirnaty или Короновак вакцине обезбеђују заштитне нивое измерених антитела против Омикрон варијанте САРС-КоВ-2. Међутим, три дозе Коронавака нису обезбедиле адекватне нивое заштитних антитела у истој мери, што је у директној супротности са тврдњама произвођача вакцине.

## Претклиничка истраживања
Избијање пандемије ковид19 представљало је озбиљну претњу по глобално јавно здравље. Вакцинација може бити најефикаснији начин за спречавање и контролу ширења вируса. Безбедност вакцина је у фокусу претклиничких истраживања, а тест токсичности поновљених доза је кључни безбедносни тест за процену вакцине пре клиничких испитивања. Откривањем потенцијалне токсичности нових вакцина код животиња, смањује се ризик које преузимају субјекти клиничког испитивања и клинички корисници и обезбеђује основе за формулисање протокола клиничких испитивања.
Сврха претклиничке студије је била (и) да се посматра токсичност и озбиљност инактивиране САРС-КоВ-2 вакцине (Веро ћелије) код пацова глодара након вишеструких интрамускуларних инјекција под претпоставком принципа добре лабораторијске праксе и да се добија основа за формулисање шеме клиничког испитивања. Резултати су показали да су све животиње у експерименталној групи биле у доброј кондицији, нису утврђене редовне промене у вези са вакцином у детекцији различитих токсиколошких индекса, као ни приметне стимулативне реакције везане за вакцину у убризганим локалним ткивима. Неутрализирајућа антитела у групама вакцина са ниским и високим дозама почела су да се појављују 14 дана након последње примене. У негативној контролној групи, нису примећена неутрализирајућа антитела од периода примене до периода опоравка. Стога, поновљени тест токсичности примене инактивиране САРС-КоВ-2 вакцине (Веро ћелије) код  Sprague Dawley пацова није показао очигледну токсичну реакцију. Прелиминарно је потврђено да вакцина може да стимулише производњу неутрализујућих антитела и да је безбедна код  Sprague Dawley пацова.

## Клиничка испитивања
Клиничко испитивање фазе Ⅲ је мултицентрично, рандомизовано, двоструко заслепљено и плацебо паралелно контролисано пројектовање и спроведено је у Уједињеним Арапским Емиратима (Абу Даби, Шарџа), Краљевина Бахреин и многим другим земљама/регионима. Најмање 45.000 здравих субјекта старих 18 година и више су рандомизирани да примају кандидатску вакцину 1 (овај производ), кандидат вакцина 2 или плацебо са режимом са две дозе (0, 21 (+7) дана) да се процени ефикасност, безбедност и имуногеност вакцине.
Примарна хипотеза је била да је доња граница интервала поверења од 95% (95%ЦИ) за ефикасност вакцине (ВЕ) израчуната од 14 дана након 2. имунизације овим производом који би био већи од 30% код здравих особа старијих од 18 година.
Резултати привремене анализе међународних клиничких испитивања фазе Ⅲ су следећи:
- Примарна крајња тачка клиничког испитивања фазе Ⅲ је инциденција случаја ковида 19 израчунато од 14 дана након 2 дозе, и метод прорачуна за ефикасност вакцине заснована на инциденци по особи и години је главна метода анализе ефикасности вакцине.
- Током привремене анализе, сви ефективни крајњи случајеви (114 случајева) инфекције током период мониторинга је потврдио Комитет за оцену крајњих тачака (ЕАЦ).[19]
- Подаци привремене анализе су показали да након режима вакцинације са две дозе у размаку од 21 (+7) дана, ефикасност вакцине против ковида 19 била је 78,89% (95% ЦИ: 65,79%~86,97%) од 14 дана након вакцинације пуног обима, чиме је доказана хипотеза о ефикасности вакцине за другу привремену анализу.
- Средње трајање од почетка праћење учесника у време закључавања ових података било је 112 дана.[19]

## Начин примене
Препоручени начин примене је облику интрамускуларна инјекција у надлактицу делтоидне регије, након претходно добро промешаног садржај.
Рутински распоред имунизације је у 2 дозе, у размаку од 28 дана, свака доза вакцине је 0,5 мл.
Још увек није утврђено да ли су потребне додатне дозе за појачање имунитета.

## Нежељене реакције
Према стопи појаве нежељених реакција Већа међународних организација медицинских наука (CIOMS), оцена се може класификовати на следећи начин: 
- врло честе (≥10%),
- честе (1%-10%, укључује1%),
- повремене (0,1%-1%, укључује 0,1%),
- ретке (≥0,01%-0,1%, укључује 0,01%) и
- врло ретке (<0,01%).

Специфични резултати темеље се на подацима клиничких испитивањима а нежељене реакције уочене су и а тржишту других инактивних вирусних вакцина, као:
- Локална лимфаденопатија на месту убризгавања
- Алергијске реакције на било који од састојака вакцине: уртикарија, алергијски осип и пурпура, анафилактички шок
- Конвулзије (фебрилне и афебрилне) и сл.

Иако поменуте нежељене реакције нису уочене током предтржишне фазе, ипак је потребно водити рачуна о њима приликом примене ове вакцине. У случају појаве било које од наведених реакција, потребно је одмах обавестити лекара.

## Ефикаксност
Вакцина се генерално сматра ефикасном ако је процена ≥50% са >30% доњом границом интервала поверења од 95%. Главни закључак истраживања показује да све вакцине које се користе као бустер дозе успевају да значајно повећају ниво ефикасности у спречавању симптоматског ковида-19. У случају  Короновака  он расте са 56% на 90%, а код Астра Зенека са 56% на 93%. Генерално се очекује да ће се ефикасност током времена полако смањивати.

#### Код старијих
Студија контроле случаја са негативним резултатом од 17. јануара до 29. априла 2021. у држави Сао Пауло, током које је 86% прикупљених изолата генотипа било је Гама варијанте, са:
- 43.774 учесника старости 70 година или више, код којих је вакцина показала ефикасност након две дозе
- 47% (95% ЦИ, 39–54%) код којих је вакцина показала ефикасност против симптоматске болести,
- 56% (95% ЦИ, 47–63%) код којих је вакцина показала ефикасност против хоспитализације и
- 61% (95% ЦИ, 49–71%) код којих је вакцина показала ефикасност против смрти.

Након једне дозе вакцине ефикасност је била:
- 13% (4–21%) против симптоматске болести,
- 7% (6–27%) против хоспитализације и
- 31% (18–43%) против смрти,

што наглашаваа важност примања друге дозе.

### Код системских болести
Студија је такође открила да се ефикасност против симптоматске болести смањује са старењем.
Прелиминарни подаци из велике студије ефикасности у Бразилу са 61 милионом појединаца од 18. јануара до 30. јуна 2021. године, када је варијанта Гама била доминантна у земљи, указују на то да је ефикасност значајно смањена код особа старијих од 90 година, што се може приписати имуносдефицијенцији.

## Контраиндикације
Овај производ је контраиндикован код следећих особа:
- Код којих је позната алергијска реакција на било који од састојака вакцине
- Које имају повишену телесну температуру, особа са акутним обољењем или са акутним почетком хроничног обољења.

## Мере опреза
- Интраваскуларна инјекција ове вакцине је строго забрањена
- Како би се озбиљне алергијске реакције могле одмах ставити под контролу неопходно је у приправности имати инјекције епинефрина и остала одговарајућа средства и уређаје. Вакцинисане особе морају бити под надзором минимално 30 минута након примања вакцине.
- Као што је случај са сваком другом вакцином, и овај производ можда неће заштитити 100% особа којима се аплицира.
- Вакцину чувати изван домашаја деце.
- Пре употребебочицу добро промућкати. Не користити вакцину уколико је бочица са садржајем вакцине напукла, или је етикета на бочици оштећена или уколико се у садржају бочице налазе страни елементи.
- Вакцину не мешати са другом вакцином у истом шприцу.
- Вакцину одмах искористити након отварања бочице, и никако не замрзавати вакцину.

Додатне мере опреза
Код следећих стања, потребан је додатни опрез приликом употребе ове вакцине:
- Интрамускуларна апликација ове вакцине може изазвати крварење код пацијената са тромбоцитопенијом или поремећајемкрварења.
- Имуни одговор на вакцину може бити ослабљен код пацијената који користе имуносупресивну терапију или који имају имунодефицијенцију. Вакцинацију потребно одгодити за период када се престане узимати терапија или је потребно обезбиједити адекватну заштиту пацијента. Вакцина се препоручује и пацијентима са хроничном имуносуфицијенцијом, чак и када болест која лежи у позадини изазива ограничен одговор на вакцину.
- Пацијенти са неконтролисаном епилепсијом и другим прогресивним неуролошким поремећајима као што је Гилен-Бареов синдром.

Примена заједно са другим вакцинама
Није урађена ниједна клиничка студија о утицају ове вакцине на њену имунегеност приликом истовремене или пре, после или истовремено, примене са другим вакцинама. Не постоје никакви подаци за процену утицаја истовремене примене овог производа са другим вакцинама.
Примена заједно са другим лековима
Имуносупресивни лиекови: инхибитори имунитета, хемотерапијски лијекови, антиметаболити, алкилирајућа средства, цитостатици, кортикостероиди и други могу умањити имунолошку реакцију организма на ову вакцину.
Пацијентима под терапијом, како би се сприечиле интеракције са другим лековима које користе, препоручује се да се пре вакцинисања посаветују са лекаром.